# داد و هوار

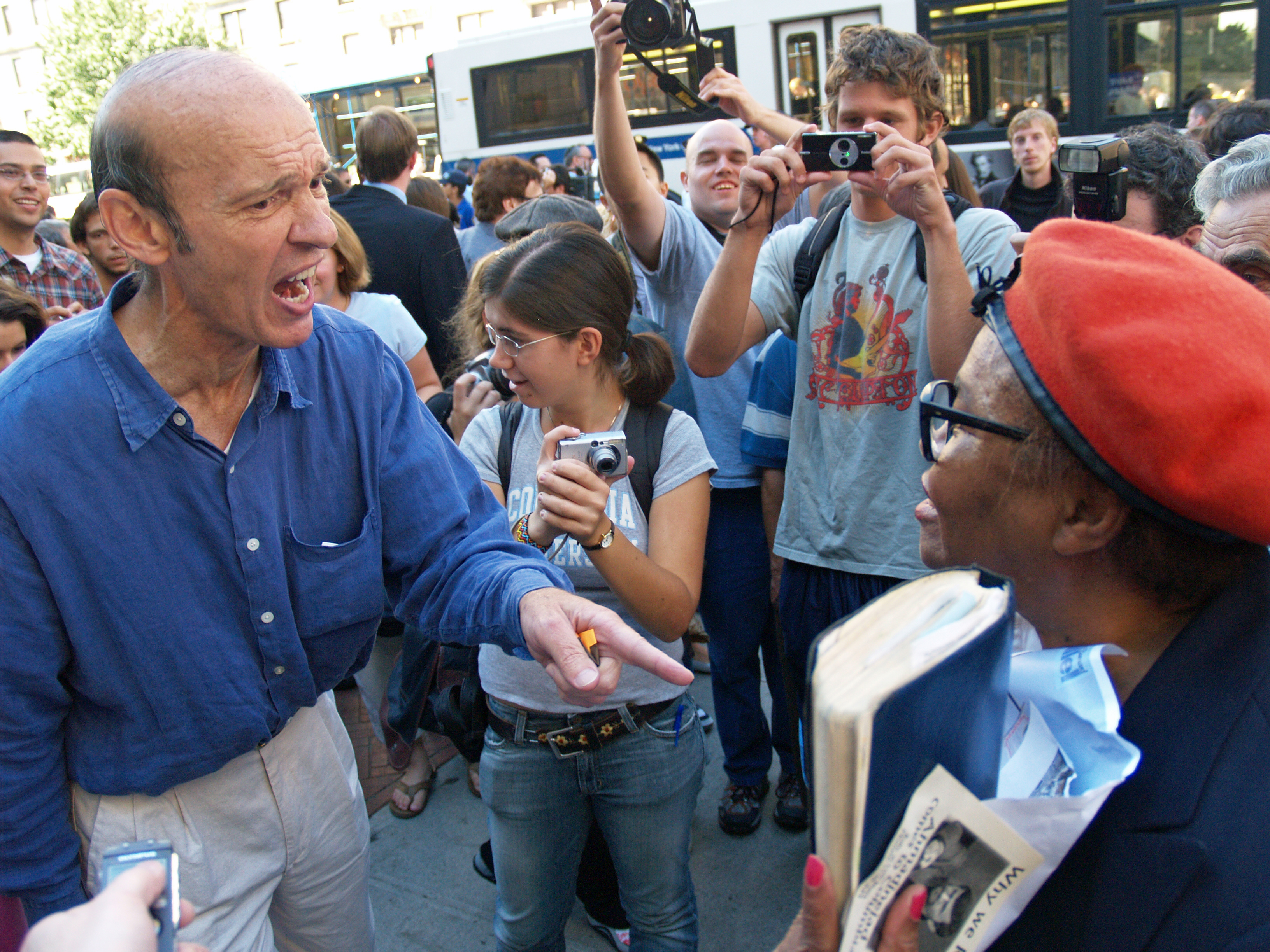
داد و هوار دو نفر دربارهٔ دین و خوشحالی تماشاچیان

داد و هوار به معنای داد و فریاد زدن به هنگام مشاجره و درگیری است. در این حالت طرفین دعوا شروع به بلند کردن صدای خود و فریاد زدن می‌کنند به نحوی که طرف مقابل یا دیگران را تحت تأثیر قرار دهند.

## در فارسی
اصطلاحاتی مانند «داد و فریاد»، «قیل و داد» یا هوار کشیدن و داد زدن نیز در همین معنا به کار می‌روند.